# Nuri Şahin
Nuri Şahin (Lüdenscheid, Njemačka, 5. rujna 1988.) turski je nogometni trener i bivši nogometaš. Trenutačno je bez kluba. Kao igrač igrao je na poziciji veznog igrača.

## Klupska karijera

### Borussia Dortmund
Dana 6. kolovoza 2005., u dobi od 16 godina i 334 dana, Şahin postaje najmlađi debitant Bundeslige u povijesti. Kasnije, točnije 25. studenoga, postaje i najmlađi strijelac koji je postigao gol u Bundesligi. Bilo je to protiv Nürnberga. 2007. godine odlazi na posudbu u nizozemski Feyenoord. Ondje ostaje dvije sezone i ponovo se vraća u Njemačku. U sezoni 2009./10. odigrao je važnu ulogu u momčadi zapoćevši u prvom sastavu 33 od 34 utakmice. Tu sezonu završava s četiri gola i osam asistencija. Međutim, iduće sezone Borussia osvaja naslov prvaka Njemačke, a Şahin je sa sedam golova i osam asistencija proglašen najboljim mladim igračem Bundeslige.

### Real Madrid
U svibnju 2011. dogovoren je transfer između Borussije i Reala. Prije toga tjednima se špekuliralo da će ponajbolji igrač Borussije napustiti klub, a on je to potvrdio na konferenciji za novinare održanoj u klupskim prostorijama na Signal Iduna Parku. S Realom je potpisao šestogodišnji ugovor, a kao razlog odlaska naveo je to što Real trenira José Mourinho te da je prestiž igrati u tako velikom klubu. Službeni debi u Realu odigrao je 6. studenoga 2011. u utakmici protiv Osasune koju je Real pobijedio 7:1. Poslije toga dolazi ozljeda te se Şahin oporavlja, a nakon oporavka teško dolazi do minutaže. U utakmici Kupa kralja 20. prosinca 2011. Şahin postiže svoj prvijenac za Madridžane. Real je tu utakmicu pobijedio s 5:1. Uvršten je u prvih jedanaest protiv APOEL-a gdje je odigrao dobru partiju te je bio hvaljen od Mourinha i novinara.

## Reprezentativna karijera
Şahin je jedan od glavnih "kotačića" današnje Turske reprezentacije, a ujedno je i njezin najmlađi debitant i strijelac. Na SP za mlade do 17 godina Şahin je osvojio brončanu loptu za igrača turnira. Svoj pogodak dao je u svom debiju, zanimljivo, protiv države svog rođenja, Njemačke. Turski nogometni izbornik objavio je u svibnju 2016. popis za nastup na Europskom prvenstvu u Francuskoj, na kojem je se nalazio Şahin.

## Trofeji

### Feyenoord
- KNVB kup (1): 2008.

### Borussia Dortmund
- Bundesliga (1): 2011.
- Njemački Superkup (1): 2013.

### Real Madrid
- La Liga (1): 2012.

### Pojedinačno
- Najbolji mladi igrač Bundeslige (1): 2011.
- "Srebrena kopačka" SP U-17: 2005.
- Brončana lopta SP U-17: 2005.

## Vanjske poveznice
- Real Madrid official profile
- VI Profile  Arhivirana inačica izvorne stranice od 16. ožujka 2012. (Wayback Machine) (nizoz.)
- Transfermarkt profile
- Službena Şahinova stranica  Arhivirana inačica izvorne stranice od 21. lipnja 2009. (Wayback Machine) (njem.) (tur.)